# Gemuruh (Padamara)
Gemuruh is een bestuurslaag in het regentschap Purbalingga van de provincie Midden-Java, Indonesië. Gemuruh telt 3406 inwoners (volkstelling 2010).